# Geranium sessiliflorum
Geranium sessiliflorum är en näveväxtart som beskrevs av Antonio José Cavanilles. Geranium sessiliflorum ingår i släktet nävor, och familjen näveväxter. Inga underarter finns listade i Catalogue of Life.